# Alive (Sia)
Alive is een nummer van de Australische zangeres Sia uit 2015. Het is de eerste single van haar zevende studioalbum This Is Acting. Zangeres Adele heeft meegeschreven aan het nummer.
Het nummer werd in een aantal landen een klein hitje. In Sia's thuisland Australië haalde het de 10e positie. De Nederlandse Top 40 werd niet gehaald, maar de Vlaamse Ultratop 50 wel; daar haalde het de 49e positie.